# Asco (Haute-Corse)
Asco település Franciaországban, Haute-Corse megyében. Lakosainak száma 116 fő (2022. január 1.). Asco Olmi-Cappella, Manso, Albertacce, Calenzana, Castiglione, Corscia, Lozzi, Moltifao és Vallica községekkel határos.

## Népesség
A település népességének változása:
| Lakosok száma | 205  | 116  | 134  | 134  | 116  | 121  | 119  | 117  | 115  | 116  |
|               | 1968 | 1982 | 1999 | 2006 | 2011 | 2015 | 2017 | 2018 | 2020 | 2022 |